# 阿達莫夫

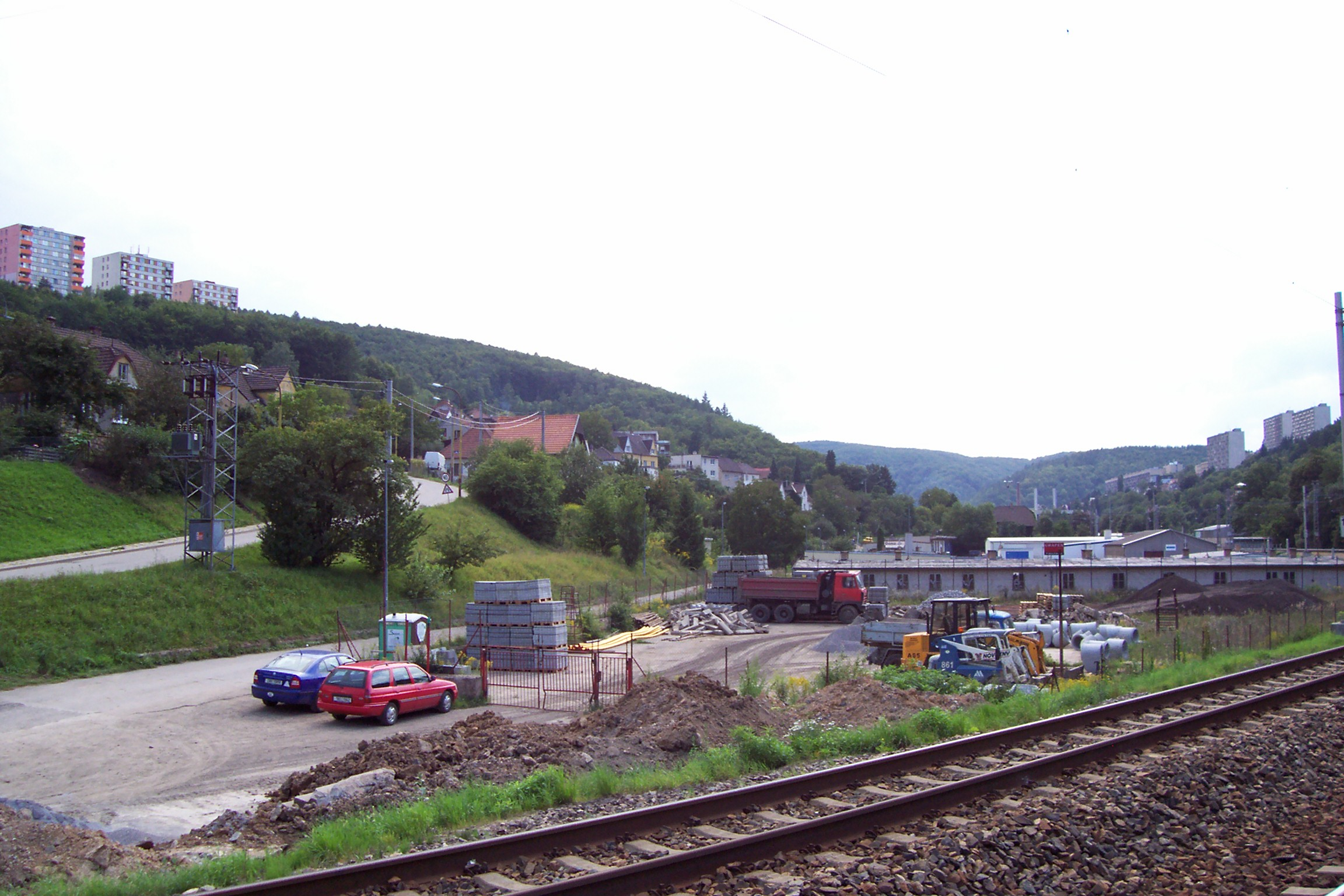

阿達莫夫是捷克的一個城鎮，位於該國東南部，距離布爾諾12公里，由南摩拉維亞州負責管轄，面積為3.77平方公里，海拔高度258米，該鎮自十九世紀成為機械工程中心，2006年人口為4,884。

## 外部連結
- Municipal website (in Czech) （页面存档备份，存于）